# هيلمار فرايز
هيلمار فرايز (بالنرويجية البوكمول: Hjalmar Fries)‏ هو ممثل نرويجي، ولد في 16 أبريل 1891 في أوسلو في النرويج، وتوفي في 14 ديسمبر 1973.

## وصلات خارجية
- هيلمار فرايز على موقع IMDb (الإنجليزية)
- هيلمار فرايز على موقع قاعدة بيانات الفيلم (الإنجليزية)